# パラー語

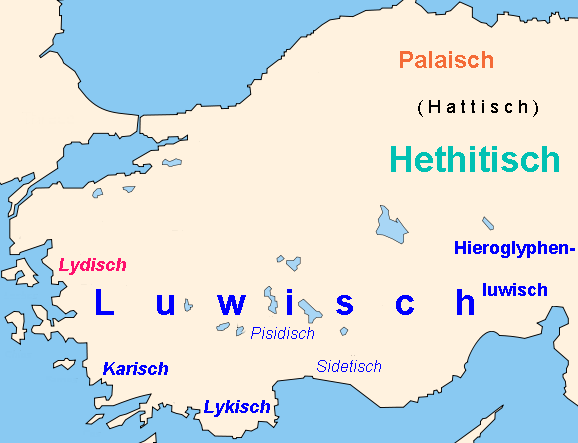
アナトリア語派のおおよその地理的分布

パラー語（パラーご）は、アナトリア半島北部で紀元前2千年紀に使われていた言語。インド・ヨーロッパ語族のアナトリア語派に属する。

## 概要
1906年、ドイツのフーゴー・ヴィンクラーはトルコのボアズキョイを発掘し、ヒッタイト帝国の首都であったハットゥシャの遺跡を発見した。遺跡からは大量の粘土板が発見された。1919年、エミール・フォラーは、「ボアズキョイ碑文の8つの言語」という論文を発表し、これらの粘土板の中にアッカド語やヒッタイト語のほかに、ヒッタイト語に近い言語としてルウィ語やパラー語があることを明らかにした。
資料は、1970年にオノフリオ・カッルーバ(Onofrio Carruba)によって文法・語彙集とともにまとめられた。それ以降は新しい資料はみつかっていない。
古ヒッタイトの法律文書において、ヒッタイトの領土はパラー・ルウィヤ・ハッティの3つの地域に分けられていた。パラーはヒッタイトの中心地に対してハリュス川（今のクズルウルマク川）を越えた北西に位置していた。新ヒッタイト時代（紀元前14-13世紀）にはすでにパラー語は死語となっていたと考えられている。
パラー語の資料はハットゥシャから発見されたわずかに1ダースほどの粘土板文書がすべてである。内容はアナトリアの先住民族であるハッティ人の神であるザパルファの祭儀に関するものが主であり、ハッティ語の強い影響を受けている。ヒッタイト語と同様に楔形文字で書かれている。

## 音声
母音には少なくとも /a i u/ があった。ほかに /e/ もあったと思われるが、楔形文字の表記の制約により、/i/ と区別されていたかどうかはよくわからない。母音は長短を区別する。
半母音には/w j/があった。
子音は以下のものがあった。/ħ ʕ/ は -ḫḫ- -ḫ- と翻字される音で、咽頭音でなく軟口蓋音の /x ɣ/ かもしれない。
|        | 両唇音 唇歯音 | 歯茎音 | 後部歯茎音 | 軟口蓋音 | 咽頭音 |
| ------ | ------------- | ------ | ---------- | -------- | ------ |
| 破裂音 | p b           | t d    |            | k g      |        |
| 破擦音 |               | ts     |            |          |        |
| 摩擦音 | (f)           | s      | ʒ          |          | ħ ʕ    |
| 鼻音   | m             | n      |            |          |        |
| 流音   |               | l r    |            |          |        |

/f/ は、ハッティ語からの借用語にあらわれる。
インド・ヨーロッパ祖語のk̑ ĝ ĝʰは、ヒッタイト語と同様に（ルウィ語と異なり）k g として現れる。

## 文法
ほかのアナトリア語派と同様、接語を多用する。
パラー語の名詞は単数と複数、生物と無生物の2つの性を区別する。格は少なくとも主格、呼格、対格、属格、与格、処格の6つがあったが、複数では主格と呼格、与格と処格の区別がなかった。無生物の複数形が主語の場合、動詞は単数形になる。
動詞は人称と数で変化し、直説法と命令法、現在形と過去形、能動態と中動受動態の区別がある。ほかに接語によってさまざまなアスペクトを表現する。
語順は比較的自由である。基本的にはSOV型だが、強調する要素を文頭に出すことができる。

## 語彙
内容がハッティ人の祭儀を扱っているためか、ハッティ語からの借用語が多く見られる。

## 関連文献
- Carruba, Onofrio (1970). Das Palaische. Texte, Grammatik, Lexikon. Wiesbaden: Otto Harrassowitz